# Hein Diependaele
Hein Diependaele (Erwetegem, 23 september 1965 - Sint-Lievens-Houtem, 18 mei 2005) was een Belgisch advocaat en politicus voor de CVP en vervolgens de NCD.

## Levensloop
Zijn vader was verbondssecretaris van het ACW. Hein Diependaele was de vierde van zes kinderen en studeerde rechten aan de Gentse universiteit, maar was sinds hij advocaat werd altijd verbonden aan de Nederlandstalige balie van Brussel. Hij huwde in 1997 met Marijke Moens, die na haar huwelijk ook rechten ging studeren en advocate werd. Het echtpaar had geen kinderen.
Hij was een bekend strafpleiter in assisenzaken. Zijn grote doorbraak kwam er met de verdediging van de Hongaarse dominee en seriemoordenaar Andras Pandy. Hij verdedigde verder de familie van Semira Adamu, Jo Lernout, Henri Goris en de slachtoffers van vermeende geweldplegingen in het opvangtehuis Het Gelukkige Kind in Koningslo. Hij was tevens raadsman van de gangster Kapllan Murat.
Hij was ook enige tijd politiek actief als christendemocratisch gemeenteraadslid in Zottegem en nam deel aan de parlementsverkiezingen van 1995 en 1999 als running mate van Johan Van Hecke. Diependaele besliste indertijd Johan Van Hecke te volgen naar diens nieuwe beweging NCD, maar toen Van Hecke overging naar de liberale partij VLD haakte Diependaele af. Sindsdien concentreerde hij zich weer volledig op de advocatuur.
De 39-jarige Hein Diependaele werd vermoedelijk in zijn slaap met twee geweerschoten door zijn vrouw omgebracht. Zijn 36-jarige vrouw pleegde hierna zelfmoord met hetzelfde vuurwapen. Waarschijnlijk waren relationele problemen de oorzaak van het drama. Volgens collega's wilde Hein Diependaele zijn vrouw verlaten en een nieuw leven beginnen.